# Escuela de Bolonia (derecho)

Sello de la Universidad de Bolonia, siendo apreciable en la parte inferior la fecha de su fundación (anno Domini 1088).

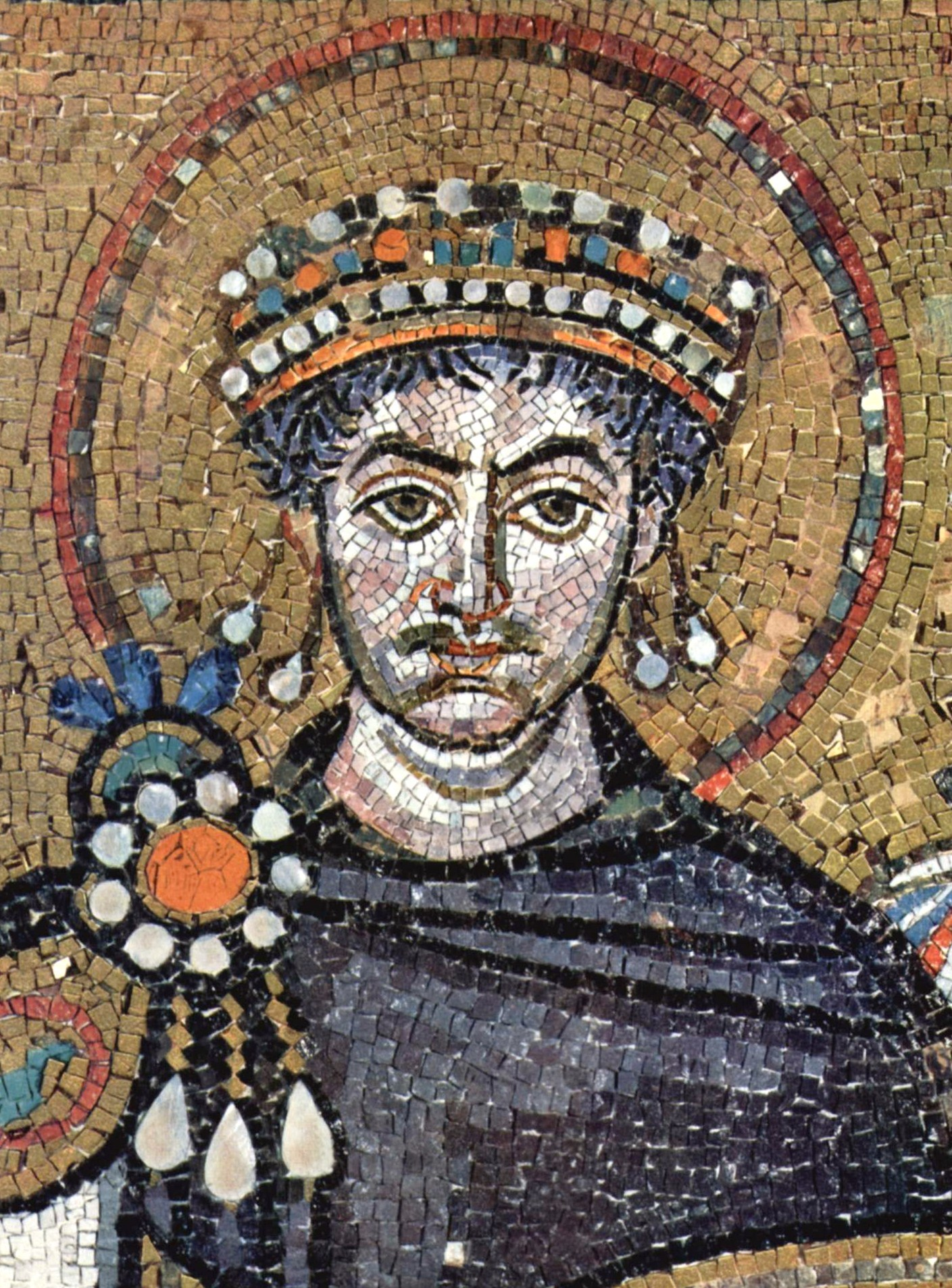
Mosaico de Justiniano I en la Iglesia de San Vital en Rávena.

La Escuela de Boloña, también conocida como la escuela de los jurisconsultos boloñeses o escuela de los Glosadores por ser la glosa o exégesis textual la forma en que se manifestó su actividad científica a la hora de estudiar el derecho romano justinianeo, fue fundada en los postreros años del siglo XI d. C. por el eminente jurista Irnerio. Junto con el método de trabajo basado en la glosa, el proceso de consagración  al que fueron sometidos los textos justinianeos, al tiempo que se les atribuía una autoridad cercana a la religión cristiana bíblica, fue nota caracterizadora del íter seguido por los glosadores. En ningún momento  cuestionaron  la  afirmación de Justiniano de que "los textos de la compilación carecen de contradicciones que no puedan solventarse  con una mente sutil". También partían de la premisa de que esta contaba con todo lo necesario para responder a cualquier género de problema jurídico que se le plantease. De esta manera se puede sentenciar que la labor interpretativa desempeñada por los glosadores, así como el principio de coherencia y de auto integración de la obra justinianea, representan los pilares sobre los que se asienta el proceso investigador-jurídico  boloñés. Además de suponer su fundación un renacimiento para el derecho romano, iniciándose el periodo que se conoce como la segunda vida del derecho romano, también supuso un hito en cuanto a la historia académica europea se refiere, pues su aparición representó el germen de lo que en la actualidad es la Universidad.
Las cinco generaciones de Glosadores, que desenvolvieron su actividad desde 1090 hasta 1230, fueron los responsables directos del abundante número de glosas que durante ese periodo surgieron, si bien un elevado porcentaje de las mismas eran meras aclaraciones cortas o referencias a otros lugares, complementarios del Corpus Iuris, no faltaron algunas equiparables a comentarios de bastante amplitud, distinguibles por su originalidad y agudeza. Los Glosadores fueron los primeros en volver a tratar con los textos del derecho romano íntegros, que habían sido olvidados o conocidos de forma fragmentaria durante siglos, con la difícil comprensión que esto acarreaba, no solo lingüístico  (una parte de los textos se encontraba escrita en griego), sino por el elevado grado de abstracción y conceptualización que los textos encerraban. Cierto es que los glosadores trabajaron fundamentalmente sobre las fuentes del derecho romano justinianeo, aunque cabe resaltar que estas no fueron las únicas del derecho común. Lógicamente, a las fuentes  romanas fueron añadidas por iniciativa de los estudiosos boloñeses otros escritos derivados de las necesidades de su época, como resulta ser el caso de la legislación dictada por los emperadores del Medioevo. Como estos tenían la consideración de herederos del Imperio Romano estimaban que sus leyes debían ser integradas en la compilación justinianea.
En la Escuela de Boloña no solo trabajaron civilistas, sino que también hubo maestros en teología y glosadores canonistas que fueron los impulsores de las más importantes recopilaciones de derecho canónico. Así surge a mediados del siglo XII d. C. la que puede considerarse como la colección suprema, el Concordia discordantium canonum, cuyo artífice fue un monje español  llamado Graciano.

## Permanencia del derecho romano justinianeo

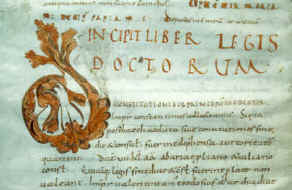
Manuscrito del Breviario de Alarico.

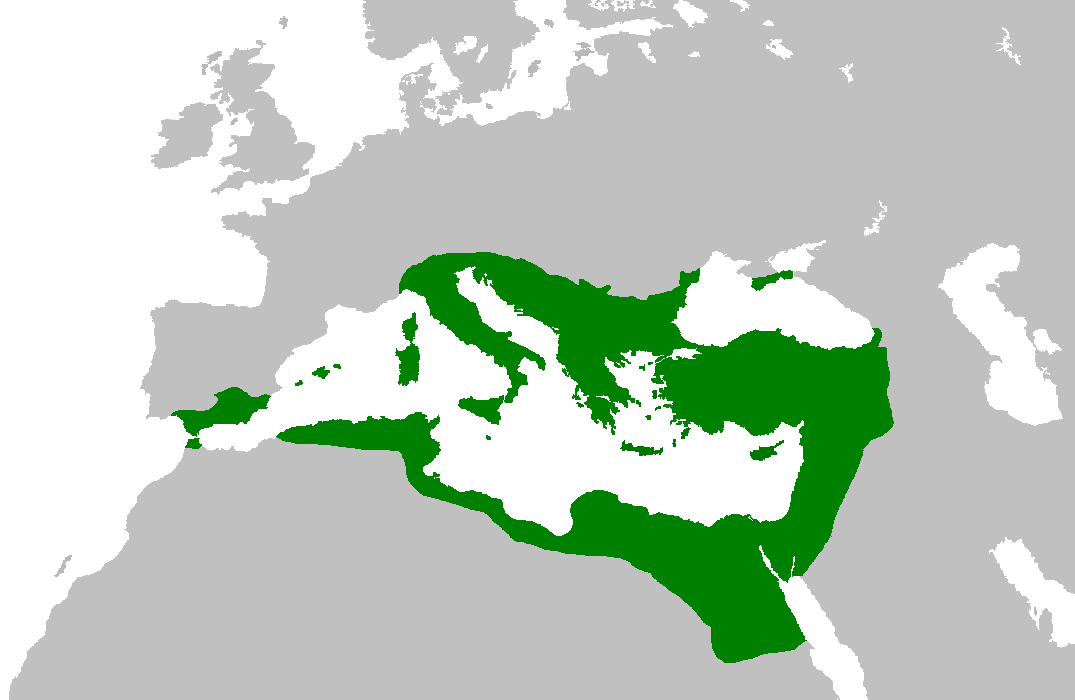
Mapa del Imperio bizantino en 550 d. C. bajo el reinado de Justiniano I.

Es partir del siglo IV d. C. cuando el Derecho romano comenzó a sufrir un constante proceso de simplificación y confusión en ambas partes del Imperio, aunque fue en el Occidental en la que con más fuerza se sintió el fenómeno vulgarizador. Solo se logró atajar el problema en la parte Oriental, específicamente en el primer tercio del siglo VI d. C., cuando el emperador bizantino Justiniano I (527 – 565) decidió emprender tanto la elaboración de un nuevo código como la depuración de la tradición jurídica romana presente en los iura. Aún con todos los esfuerzos realizados y el gran trabajo llevado a cabo, únicamente se consiguió ralentizar de un modo momentáneo el proceso vulgarizador del Derecho romano.
En Occidente, el asentamiento de los pueblos germánicos no supuso una completa desaparición de la tradición jurídica romana, aunque si trajo consigo un importante grado de vulgarización, que se incrementó a consecuencia de la presencia de los bárbaros. Fue en la zona occidental del mar Mediterráneo donde la tradición jurídica romana persistió de un modo mucho más fuerte, debido a la notable presencia romana que había existido en estos territorios durante siglos. En la península itálica, la vulgarización tampoco tuvo una transcendencia de importancia por motivos lógicos, siendo esta limitada además por el sometimiento de una buena fracción de los territorios de Italia por parte del Imperio Romano de Oriente, en el segundo tercio del siglo VI d. C.; este hecho tuvo como consecuencia directa la penetración del derecho justinianeo en los territorios de Italia. En la parte más meridional de Francia, después de la dominación visigótica y la ocupación por los francos, el criterio personalista seguido por éstos hizo posible que la población galo-romana tuviese la ocasión de seguir rigiéndose por el derecho romano, especialmente a través del Breviario de Alarico.
En Hispania, la continuidad de la tradición jurídica romana-vulgar tuvo lugar en un primer momento a través del Breviario y disposiciones de naturaleza  edictal expedidas por los monarcas visigodos, en las que se percibía una notable influencia romana, para posteriormente continuar por medio del Liber Iudiciorum. Además, en las zonas del mismo territorio controladas por los bizantinos también se produjo un conocimiento de la compilación jurídica justinianea al igual que aconteció en Italia. Tiempo más tarde, después del colapso del imperio visigodo, el uso del Liber Iudiciorum tuvo como consecuencia la permanencia de la tradición jurídica romana en los reinos altomedievales hasta que las normas recogidas en él se volvieron obsoletas y el desenvolvimiento de derechos especiales acabó por desplazar al antiguo código visigodo.
La difusión del derecho romano justinianeo por el Occidente europeo en la Alta Edad Media se constata en varias obras (si bien, también quedó reflejado en otras muchas obras que por distintos motivos no han llegado hasta nuestros días) en las que quedó plasmado la aplicación de dicho derecho. De este modo, el Código de Justiniano (529) fue objeto de una importante actividad exegética como aparece reflejado en las Adnotationes Codicum domini Iustiniani, también conocidas con el impropio nombre de Summa perusina, o en la Glosa pistoiese. También gozaron de amplia difusión los resúmenes de las Novelas, tales como el Epitome Iuliani o el Authenticum. En contraposición a esto, son pocas las citas encontradas en referencia al Digesto (533) que datan de fechas anteriores al siglo XII d. C., siendo este fenómeno lógico por ser la obra de más amplitud y complicación de toda la compilación justinianea debido a su marcado carácter doctrinal, frente al pragmatismo del Código o las Instituciones. Otras obras de importancia en las que se estudiaron los textos del derecho justinianeo fueron el Ordo mellifluus in expositione legum romanarum, la Lectio legum brebiter facta a Leone santicssmo papa et Constantino sapientissimo imperatore y los Excerpta bobiensia.
Desde mediados del siglo X d. C., los trabajos que se centraban en el derecho pasaron de ser únicamente exegéticos o compilatorios para convertirse en obras que tratan de dar una exposición general y sistemática del mismo, percibiéndose una tendencia a la aplicación práctica. Se conocen diversas obras, en su mayoría de materia procesal o criminal escritas por autores anónimos, aunque las de más importancia de esta época y que han perdurado hasta nuestros días son las Exceptiones legum romanarum Petri y el Brachylogus iuris civilis o Corpus legum.
Gracias a todas estas obras mencionados se tiene plena constancia de que el derecho romano justinianeo fue empleado durante los siglos VII, VIII, IX y X en algunas regiones europeas, como son el sur de Francia o la práctica totalidad de los territorios itálicos. Este hecho fue especialmente importante de cara a la difusión del derecho romano que los jurisconsultos de la Escuela de Bolonia comenzaron a elaborar a partir de los finales años del siglo XI d. C..

## Corpus Iuris Civilis

### Origen e importancia del Corpus Iuris

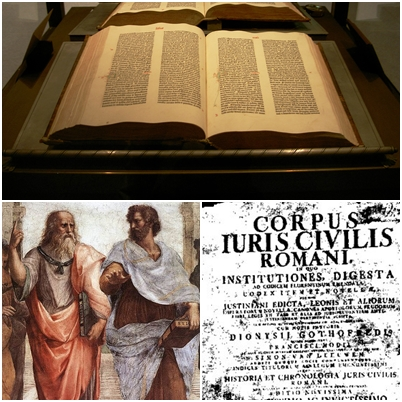
Representación gráfica de los tres pilares básicos sobre los que se asienta el entramado cultural europeo: la Sagrada Escritura, la filosofía de la Antigua Grecia y la compilación de Justiniano I.

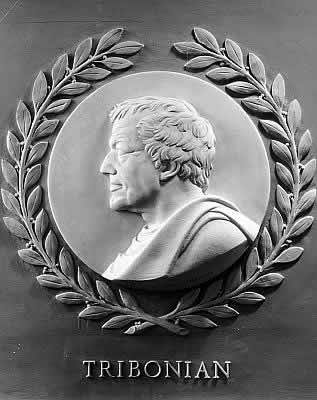
Bajorrelieve del jurista Triboniano.

Un nutrido grupo de intelectuales, entre los que se sitúa el romanista Álvaro D'Ors, considera que la historia cultural de Occidente se asienta sobre un triángulo fundamental constituido por la compilación de Justiniano, la obra de los filósofos griegos y la Biblia. Únicamente con este juicio es fácilmente entendible porque es tanto el valor que los juristas otorgan a la obra de Justiniano.
El Corpus Iuris está constituido por tres partes, que son la introducción (Institutiones), una antología jurisprudencial (Digesta), así como una antología de leyes imperiales (Codex); tiempo después fue añadidada una cuarta parte (Novellae), en la que quedaron recogidas disposiciones legales posteriores de Justiniano. Cabe destacar que éste orden en el que han sido expuestas no se corresponde con el procedimiento seguido por los compiladores, pues estos codificaron en un primer momento las leyes y tiempo más tarde el ius. Paradójicamente, Justiniano había prohibido que la compilación fuese objeto de comentarios, amenazando a los posibles infractores con la aplicación de la pena propia de los falsarios. Solo acabaría permitiendo las traducciones al pie de la letra (kata poda) y las listas de pasajes paralelos (paratitla). Sin embargo, y a pesar de las amenazas, los comentarios no se hicieron esperar, incluso entre aquellas personas que había colaborado en la tarea codificadora.
El primero de los libros en promulgarse fue el Código, pues una primera edición del mismo surgió en el año 529. Con todo ello, tiempo después Justiniano logró reunir una serie de leyes que asemejan haber sido ideadas para despejar dudas acerca del ius, a las que siguieron otras similares derivadas del trabajo de elaboración del Digesto. De este modo, con un número generoso de nuevas leyes, se hizo público una nueva edición del Código en el 534, conocido con el nombre de Codex repetitae praelectionis, en el que constan doce libros convenientemente articulados en títulos, y estos a su vez en leyes organizadas por orden cronológico. Se recogen en el también, además de las leyes imperiales desde Constantino, los rescriptos de Adriano y Diocleciano.
Las Instituciones, a las que con frecuencia se llaman «Instituta» en la tradición escolar hispánica, se componen de cuatro libros, caracterizadas por fundarse en las de Gayo, pues lo que se pretendía era que estas supliesen a las del jurista romano como libro de texto de primer curso de la carrera de Derecho. Por esto, aunque sigan el orden de las institutiones de Gayo, no deja de advertirse la intención imperial de introducir a los estudiantes en el nuevo derecho vigente. Como ejemplo está el libro IV, donde se omiten las referencias históricas del jurisconsulto al antiguo procedimiento de las acciones, así como el añadimiento al final de este libro un título de officio sobre el nuevo juez oficial, y otro de iudiciis publicis actualizado.  
Tras la elaboración del Código, el emperador Justiniano encargó a Triboniano, quien ostentaba el cargo de quaestor sacri palatii, que conformase una comisión que tuviese por misión la compilación de la obra de los jurisprudentes. Para alcanzar tal meta, el 15 de diciembre del año 530, de acuerdo a la Constitutio Deo auctore, se instituyó una comisión integrada por un total de dieciséis expertos en la materia. El trabajo se realizó con gran rapidez a pesar de tener que revisarse un total de dos mil libros que contenían en torno a los tres millones de líneas; concretamente se emplearon tres años, por lo que así se explican algunas contradicciones, repeticiones de textos iguales y otros defectos similares. El 16 de diciembre de 533 se reconoció oficialmente el Código mediante la publicación de la constitución bilingüe latino-griega «Tanta», que entró en vigor el 30 del mismo mes. Las obras que se recopilaron pertenecía a juristas diversos, aunque el grueso del Digesto se halla constituido por los corpora de Ulpiano (1/3) y de Paulo (1/6), mientras que la otra mitad fue recabada de un total de treinta y siete juristas.
Las Novelas son la última adicción que se hizo al Corpus Iuris. A pesar de lo equívoco que pueda resulta el nombre de estas para una persona actual, consisten en un conjunto de ciento sesenta y ocho leyes, escritas predominantemente en griego, y que se atribuyen a Justiniano I con la excepción que suponen las cuatro pertenecientes a su sobrino Justino II y las tres vinculadas a Tiberio II. Finalmente, se acabó por agregar a modo de apéndice el edicta Iustiniani, compuesto por un total de trece novelas del mismo emperador, así como nueve leyes «extravagantes». Estas nuevas leyes que componían las Novelas reformaron la administración del Imperio y la Iglesia, aunque en menor medida también estuvieron dirigidas al derecho privado, particularmente al derecho de familia y sucesiones (disposiciones testamentarias a título singular, garantía personal de obligaciones, sucesión ab intestato y matrimonio). En ellas es posible atisbar el influjo del pujante espíritu cristiano, así como el vulgarismo oriental.

### Manipulación del Corpus Iuris por los glosadores
La división del Corpus no es casual ni mucho menos arbitraria, sino que esta responde a una serie de hechos que tuvieron lugar durante la época de la glosa en la Escuela de Bolonia. Estos acontecimientos se vinculan con el momento de recepción o de llegada de las obras (más tarde o más temprano) a la escuela, entre otros factores.
Es probablemente el caso del Digesto el más peculiar, pues se encuentra dividido en tres partes diferentes: el Digesto vetus, que abarca desde el libro 1 hasta el 23, así como los dos títulos primeros del libro 24 o incluso la primera ley del título tercero del mismo libro; el Digesto infortiatum, que comprende desde el título tercero del libro 24 hasta el libro 38, con inclusión de este; y finalmente el Digesto novus, que se inicia en el título primero del libro 39 para acabar en el título cincuenta. 
La respuesta a esta extraña situación está en una breve Introitus de un manuscrito del Digesto vetus, pues de él se deduce que el Digesto no se conoció íntegramente en la Escuela boloñesa en un primer momento, más bien todo lo contrario, pues se fue conociendo de forma fragmentaria y paulatina. Así cobran sentido los adjetivos como vetus —el primero en llegar a Bolonia, de ahí que se le califique como viejo— o novum —parte del Digesto conocida con posterioridad al mencionado anteriormente—, siendo un poco más enigmático el adjetivo infortiatum, para el que se barajan dos hipótesis que son el gran esfuerzo realizado para llegar a dar con su paradero o el nombre de las monedas en circulación de la época. 
El Código de Justiniano también fue dividido en la Escuela, pero a diferencia de lo que había sucedido con el Digesto, solo se diferenciaron dos partes dentro del mismo. De este modo, tomaron forma dos partes, albergando la primera de ellas los primeros nueve libros y la segunda los tres restantes. Los juristas medievales centraron su actividad en los nueve primeros, por lo que se ciñeron a considerar como Codex a estos, pasando a denominar la tríada sobrante como Tres Libri. Parece ser que la respuesta lógica a esta división es de igual característica que la del Digesto, pues se piensa que inicialmente llegaron a Bolonia los nueve primeros libros en un manuscrito, por lo que los glosadores pensaron que estos constituían el Código. Más tarde se descubrió otro manuscrito que aportaba los tres libros hasta el momento ignorados, que fueron incorporados.
Las Instituciones de Justiniano no presentaron ninguna peculiaridad en cuanto a división o contenido. Junto con el Authenticum, los Tres Libri finales del Código de Justiniano, los Libri Feudorum y la legislación emanada de los emperadores de la Edad Media, constituyó el Volumen.

## La glosa

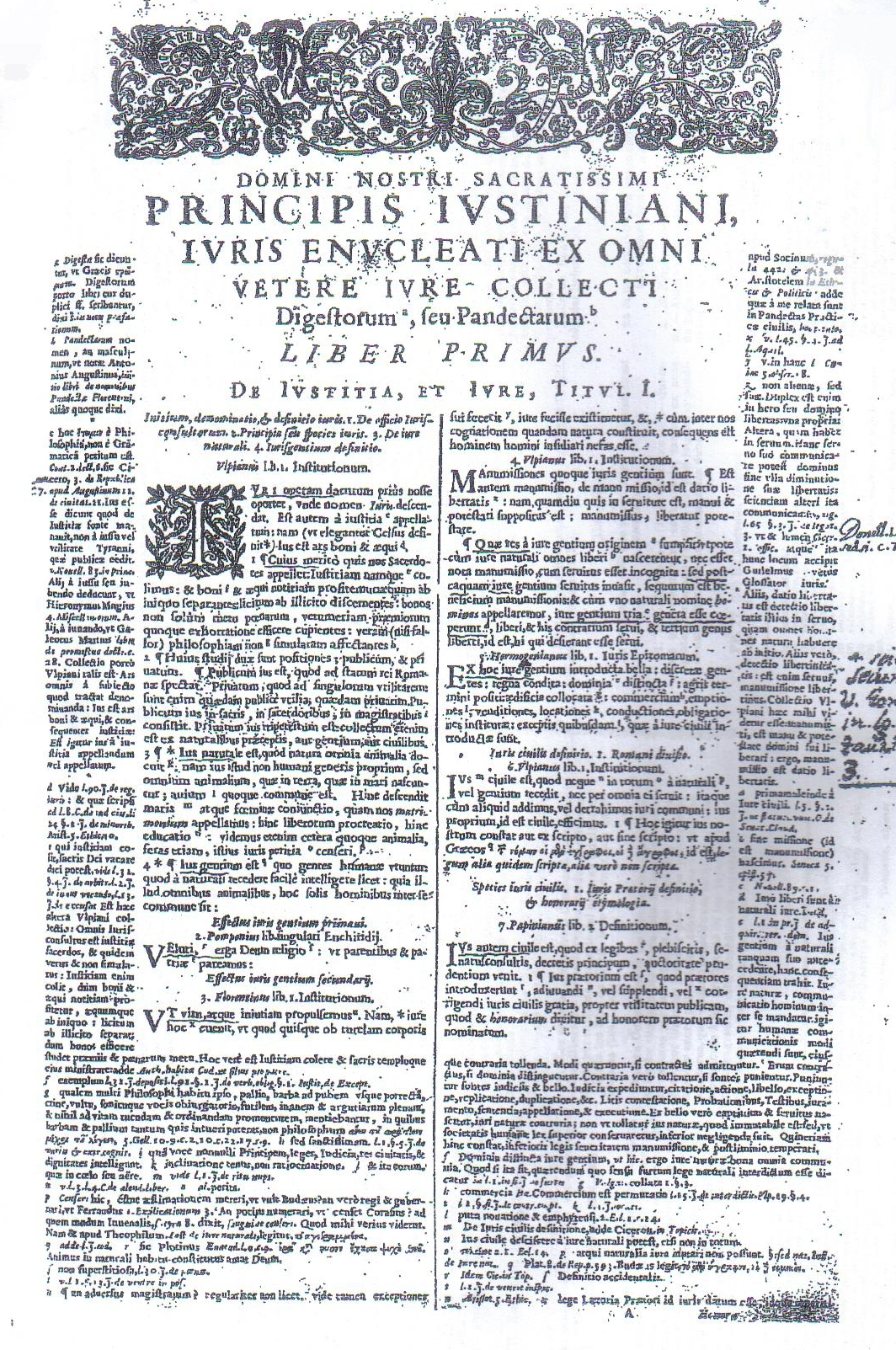
Fragmento del Digesto con glosa marginal.

Los juristas de la Escuela de Bolonia usaron como método de trabajo la glosa o exégesis textual, ante la imperante necesidad de comprender el contenido de los textos jurídicos justinianeos. Básicamente, las glosas consistían en aclaraciones que los estudiosos del Derecho comenzaron a incorporar a los textos, constituyendo un método analítico a través del cual se intentaba explicar las palabras del texto. Con el devenir de los años, el método fue evolucionando, pasando de ser meras aclaraciones de vocablos situadas entre las líneas de los textos justinianeos (glosas interlineales) a recoger reducidos desarrollos teóricos, concordancias con otros textos del Corpus Iuris, antinomias y excepciones, adquiriendo tales dimensiones que se hizo necesario que la glosa tuviese que ser escrita al margen del texto estudiado (glosas marginales).
Progresivamente, el trabajo que el glosador desenvolvía fue dejando de ser una pura interpretación gramatical (littera) para pasar a intentar alcanzar la comprensión del sentido de la fuerza de la ley o la capacidad normativa que cada norma tenía respecto a las posibles situaciones de hecho (sensus). De este modo, se comenzaron a hacer silogismos, argumentos y distinciones que tenían el objetivo de comprender el sentido de la ley o mens legum. Para la puesta en práctica de este novedoso procedimiento se requería de una serie de operaciones lógicas: en primer lugar, se debían agrupar los pasajes que dentro del Corpus Iuris concordaban con el texto que se estaba estudiando, así como también se necesitaba reunir a todos aquellos pasajes que proporcionaban soluciones diferentes. A pesar de que el jurista alemán Friedrich Karl von Savigny calificó de tarea menor la labor desempeñada por los glosadores, lo cierto es que la historiografía actual ha resaltado la vital importancia de todas estas operaciones lógicas. La compilación elaborada por Justiniano presentaba un elevado número de repeticiones y contradicciones, que se hacían más abundantes en el Digesto al recogerse en esta parte las opiniones de jurisconsultos pertenecientes a épocas distintas, que en algunas ocasiones llegaron a ser interpoladas. Sin embargo, los glosadores, que partían de la unidad del Corpus Iuris, se opusieron a la admisión de sus defectos intentando eliminar todas las contradicciones y redundancias en él presentes. Este hecho supuso un esfuerzo considerable para ellos, quienes tuvieron que abandonar la literalidad del texto para mediante su razonamiento intentar hacer una construcción sistemática de todos los textos del Corpus Iuris.
En su empeño por entender los textos, los glosadores manifestaron desde un comienzo una notable preocupación por las definiciones. Sin embargo, en este punto tropezaron con la reticencia que los juristas romanos habían puesto a estas mismas, que algunos incluso llegaron a catalogar como peligrosas. Pero los glosadores no tenían la misma concepción romana, así que se afanaron en dar definiciones y concretar claramente los conceptos, valiéndose de los regula iuris o reglas del Derecho.

### Crisis del método
El inicio de la decadencia de la glosa se sitúa a comienzos del siglo XIII d. C., tras más de un siglo de constante elaboración. Durante el transcurso de este tiempo, la importancia que habían adquirido las glosas fue tal que acabaron por eclipsar a los propios textos sobre los que se trabajaba, con el agravante de que los propios maestros de Bolonia, sumidos en una total carencia de originalidad, habían llegado a un punto en el que únicamente repetían lo escrito con anterioridad, o en su defecto, se dedicaban a la divagación distanciándose cada vez más de lo que las leyes comentaban. No obstante, este suceso ya había sido apreciado por Azzo de Bolonia, quién explicitaba en el prólogo de su Summa Codicis: 

Ha llegado a suceder frecuentemente que a través de la glosas se oscurece el fragmento del texto y como las glosas se añaden unas veces a otras glosas, y otras al propio texto, el que desea conocer éste no puede distinguirlo, y lo que debía ser luz que disipara las dudas ha venido a convertirse en un laberinto de errores.

Consciente del problema que se estaba acrecentando con el paso del tiempo, Azzo trató de solventarlo sistematizando junto a cada texto las glosas y opiniones anteriores de tal modo que se pudiese diferenciar con relativa facilidad cuales eran las partes principales del Corpus y cuales las secundarias. Pero esto no pudo evitar la decadencia del método, que quedó definitivamente trastocado en el momento en el que los maestros comenzaron a glosar fragmentos a través de otras glosas sin disponer de forma directa de los textos justinianeos. Aún con esta situación, un maestro de la Escuela como era Accursio, trató de hacer una depuración de las glosas por medio de una recopilación de estas, que contuviese a las que mejor tradición científica boloñesa presentaran, conciliándolas en aquellos casos en las que diesen opiniones contrarias. Cierto es que esta obra, como el mismo Accursio reconoció, adolecía de falta de originalidad, pero se convirtió en fundamental por la sistematización y depuración que hizo de más de 90.000 glosas. Esta creación fue magníficamente aceptada, cosechando un éxito tal que se le otorgó la denominación de Glossa Magna o Glossa ordinaria al Corpus. No obstante, los historiadores del derecho coinciden en que con la aparición de este trabajo, el método de la glosa quedó prácticamente cerrado dando paso a otros métodos más novedosos.

### Renovación metodológica: elmos italicus

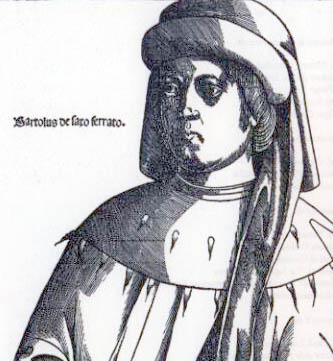
Retrato del influyente jurista Bártolo de Sassoferrato.

En los primeros años del siglo XIV d. C., con el método de la glosa prácticamente extinto, se daban las condiciones idóneas para la reacción metodológica que trajo consigo la aparición del comentario. Mientras la exégesis textual buscaba la aclaración del texto, el comentario iba un paso más allá tratando de penetrar en el sentido del mismo, para lo que se recurrió a la aplicación del método dialéctico o escolástico. 
El studium de Bolonia, convertido por aquel entonces en universidad, cedió gran parte de su esplendor a la Universidad de Orleans, donde maestros como Pedro de Bellapértica o Jacovo Revigny despuntaban al tratar de aplicar el método dialéctico a los textos iusromanistas, cosechando magníficos resultados y sentando los inmediatos precedentes al surgimiento del comentario. Con el inédito sistema se incrementó la libertad interpretativa, al mismo tiempo que se obtuvo una proyección práctica del derecho romano, pero esto no eximía de que el método adoleciese de algunos defectos. Por ello, Cino da Pistoia realizó una serie de modificaciones con la intención de pulir o perfeccionar el nuevo método.  
El punto más álgido del comentario se alcanzó con Bártolo de Sassoferrato, siendo la época en la que vivió este jurista cuando se bautiza a esta forma de estudio del derecho romano como mos italicus o bartolismo jurídico, por su lugar de procedencia y por ser Bártolo quien extendió el método por las Escuelas de derecho respectivamente. Aun siendo evidentes los cambios que trajo la implantación del comentario con respecto a la glosa, algunos de los planteamientos que se encontraban en la última permanecieron, como el de la vigencia intertemporal del derecho romano.
Como toda tendencia, y al igual que le había acontecido a la glosa, el bartolismo jurídico fue objeto de duras críticas por parte de los humanistas del siglo XV d. C., quienes reprochaban que el derecho se hubiese vuelto oscuro y confuso. Estas se tuvieron continuidad, e incluso se vieron agravadas, en el siglo XVI d. C..

## Otras ramas de la literatura producida
En la Escuela de Bolonia no se elaboraron exclusivamente glosas, sino que la producción científica de los que allí trabajaban se distribuía en muchas ramas, quedando reflejado así lo próspero y diverso que fue el trabajo de los integrantes del studium. La investigación actual está permitiendo que cada vez sea más apreciable la estrecha relación que hubo entre estas categorías literarias y las necesidades derivadas de la peculiar enseñanza medieval del derecho romano. Por ello, cabe distinguir:

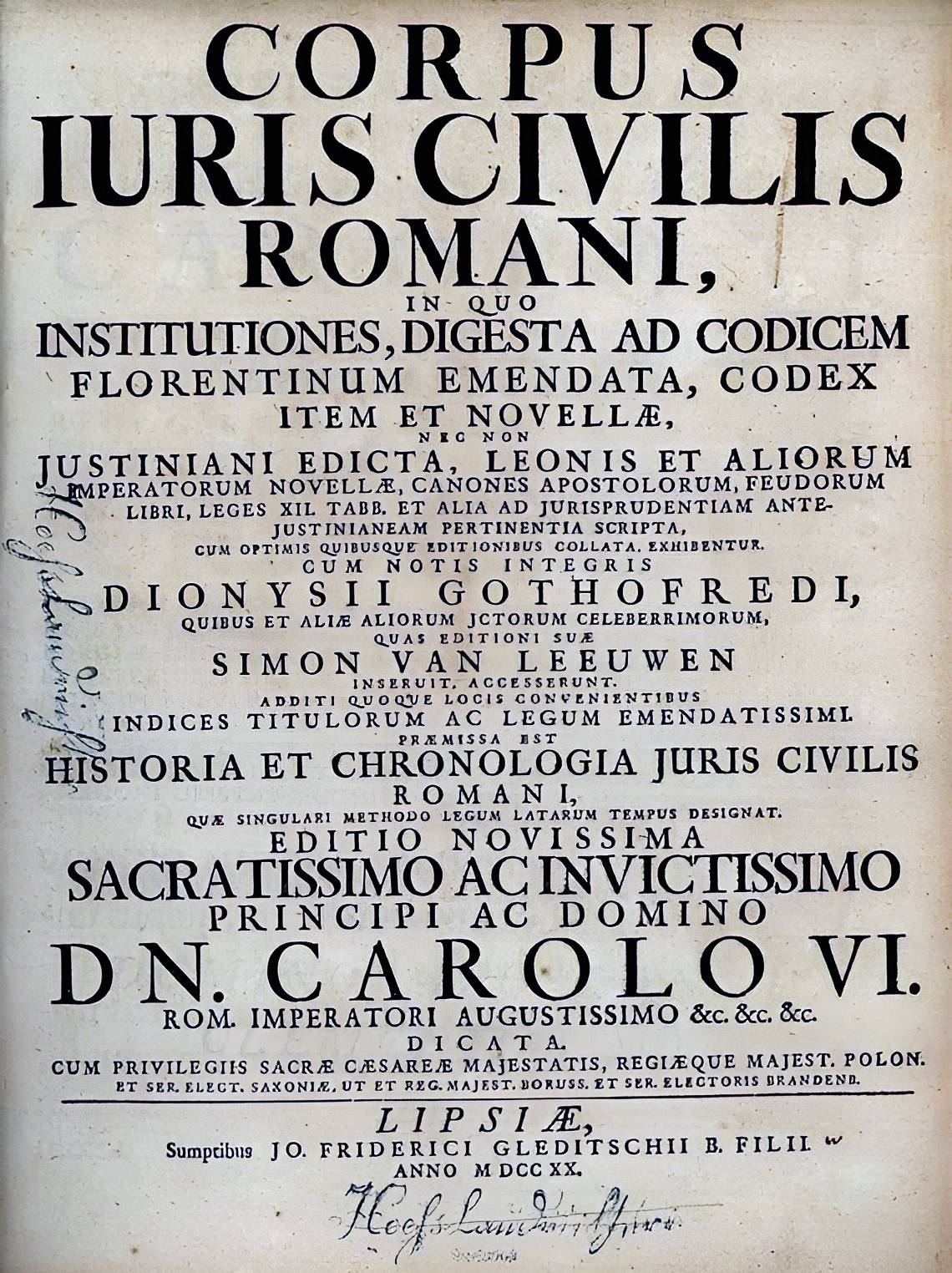
Copia antigua del Corpus Iuris Civilis.

Las summaeEran monografías o tratados sistemáticos y completos, caracterizadas por situarse de forma independiente del texto glosado y por poder ser publicadas de forma aislada, en las que se discuten amplias partes del Corpus Iuris. Lo más frecuente es que las summae tuviesen como base al Código de Justiniano debido a que era el texto más apto para una exposición sistemática de toda la materia jurídica, aunque también se tiene constancia de la existencia de summae sobre las Instituciones y sobre los Libri Feudorum. La elaboración de estas obras era sumamente compleja y requería vastos conocimientos del Corpus, por lo que es lógico que solo los grandes maestros se atrevieran a abordar una obra de tal envergadura. Una versión más modesta de estas summae eran las summulae.
Los casusEran ejemplos prácticos de supuestos de hecho para que los alumnos alcanzasen la comprensión del texto comentado por el maestro con más facilidad. Tenían especial importancia cuando se iniciaba el estudio de algún nuevo tema del Corpus Iuris.
Los argumenta o notabiliaConsisten en principios resumidos de derecho, al estilo de proverbios, siendo habitual verlos indicados en los manuscritos mediante un Δ al inicio de las glosas marginales. A pesar de estar escritas en latín, estas frases mnemotécnicas y pintorescas no pertenecían en todos los casos al derecho romano. Cuando eran poderosos, concisos y rítmicos recibían el nombre de brocarda, siendo ejemplos de este género construcciones lingüísticas tales como «ius fruendi, utendi, abutendi» o «tarde venientibus ossa».
Las quaestionesEran disputas de casos que se producían en la misma Escuela, en las que el maestro, tras analizar las opiniones vertidas, acababa por proporcionar la suya propia a moda de sentencia. Destaca por encima de todas, a consecuencia de lo controvertidas que fueron, las llamadas Quaestiones de iuris subtilitatibus. No se deben confundir este rama de la literatura boloñesa con las denominadas quaestiones legitimae que son discusiones generadas en torno a contradicciones o aparentes contradicciones apreciables en el Corpus Iuris.
La dissensiones dominorumSe caracterizaban por ser una especie de resúmenes acerca de las más célebres controversias que sobre una materia habían mantenido los propios maestros de la Escuela.
Los consilia, responsa o consultationesSon una especie de recopilaciones de dictámenes relacionados con problemas prácticos derivados de la vida forense, aunque el florecimiento de estos no se produce con los Glosadores sino tiempo más tarde.
Los ordines iudiciorumPodían entenderse como manuales de derecho procesal, que por norma general contaban con un buen nivel teórico. Debido a la mediocre práctica procesal del Medioevo, los jueces y abogados de la época valoraban en sumo grado la orientaciones iusromanistas provenientes de Bolonia sobre esta materia. No obstante, la elaboración de estas obras no era sencilla, pues para la misma se necesitaba indagar sobre datos de derecho procesal repartidos por los cuatro tomos del Corpus Iuris.
Los jurisconsultos boloñeses también desarrollaron otros géneros literarios de menor importancia que los citados hasta el momento, como pueden ser las abbreviationes, las transformationes, los apuntes de clase o reportationes y los vocabularia, siendo estos últimos lo más parecido a un diccionario técnico-jurídico.

## Expansión territorial

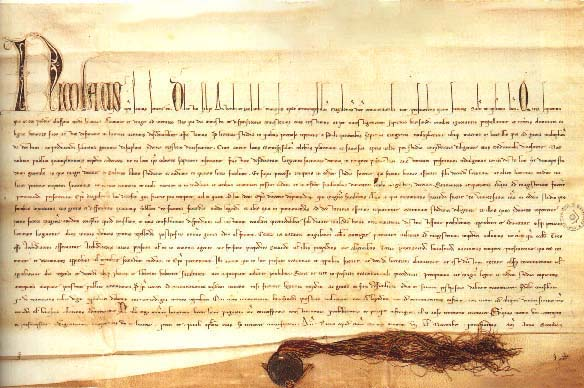
Bula Quia Sapientia de 1289, otorgada por el papa Nicolás IV, en virtud de la cual se funda la Universidad de Montpellier.

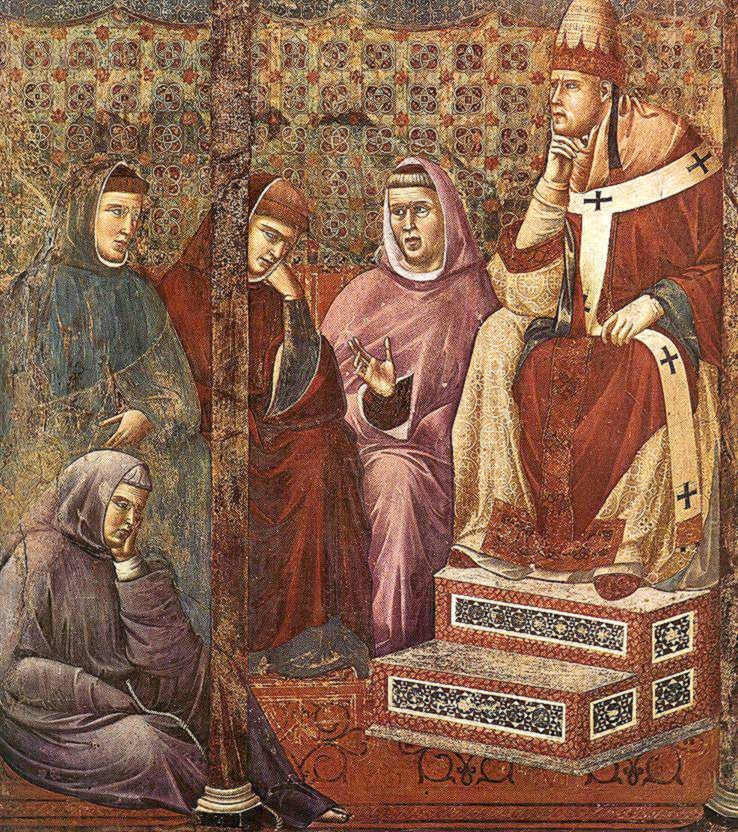
Pintura de Giotto, en la que se refleja al papa Honorio III.

La consolidación de la diáspora de los jurisconsultos boloñeses tuvo lugar con la tercera generación de glosadores, cuando algunos de ellos decidieron abandonar Bolonia para esparcir por gran parte de los territorios europeos su método basado en la glosa y para fundar nuevas escuelas que fuesen fieles reproducciones de la original. Sin embargo, no se descarta por completo la hipótesis de que el jurista boloñés Rogerio, que se encuadraría en el marco de los glosadores de la segunda generación, acudiese a la ciudad francesa de Montpellier con anterioridad a su discípulo Placentino, por lo que la expansión de se vería adelantada ligeramente en el tiempo. Al margen de esto, los historiadores del Derecho continúan considerando al último de los mencionados como el fundador del studium de Montpellier, donde se tiene plena constancia de que estuvo floreciendo a lo largo de su vida, por lo que se considera a Placentino como una de las figuras clave del expansionismo de la escuela.
La propagación del novedoso mecanismo de acercamiento al derecho tuvo especial éxito en el panorama continental europeo, por lo que pronto aparecieron notables escuelas de derecho romano en ciudades francesas como son Toulouse, Aviñón, Orleáns o Angers. En contra de lo que cabría pensar, París quedó sin escuela de derecho romano en virtud de la bula Super speculam de Honorio III de 1219, sancionada por el monara, que vetó la enseñanza iusromanista para proteger las cátedras de derecho canónico. Por su parte, en el limítrofe país de Bélgica surgió la escuela de Lovaina, mientras que en otros países más meridionales, como España, se contribuyó a la expansión territorial de la escuela de los Glosadores con las respectivas escuelas de derecho en Salamanca (comienzos del siglo XIII d. C.) y Valladolid. Durante el siglo XII d. C. apareció un incipiente interés por el estudio del derecho justinianeo en Inglaterra, aunque no se desarrollaron escuelas de gran importancia.
La península itálica, tanto por ser el territorio que vio nacer a la primera de las escuelas como por tratarse del lugar en el que se asentaron las de más relevancia a nivel europeo (y por ende, mundial, pues fue un acontecimiento exclusivo del Viejo Continente), es merecedora una mención aparte al resto. En las regiones más septentrionales de Italia surgieron escuelas que rivalizaron directamente con Bolonia, como es el caso de las escuelas de derecho de Pavía, Perusa, Ferrara, Siena, Turín y, por encima de todas ellas, la de Padua, que acabó por igual, e incluso superar el éxito de Bolonia. Sin embargo, el eje central de los estudios del Corpus Iuris continuó siendo Bolonia por mucho tiempo, siendo fiel reflejo de esta situación el millar de estudiantes que se encontraban en la susodicha escuela a finales del siglo XII d. C. (obras de más antigüedad sitúan la cifra en los diez mil pupilos, lo que se hace un número desmesurado en función de los índices demográficos del momento). Posiblemente fuese esta masiva afluencia de estudiantes lo que provocase que el estudio del derecho se tuviese que rebajar de los ocho años que ocupaba en el siglo XI d. C., hasta los cinco o cuatro que se requerían en los siglos posteriores. Tampoco sería lícito restar importancia a Bolonia por estar favorecida por la intercesión imperial, pues esta escuela sirvió de modelo en cuanto a la elaboración de los métodos de la enseñanza del derecho romano y al sistema de los exámenes. También marcó Bolonia un antes y un después en la Edad Media en cuanto a organización universitaria se refiere -autonomía o estructura organizativa-, pues las directrices que en la escuela regían (tal como aparecen en los Estatutos de 1317) fueron claves en el buen desenvolvimiento de la primitiva vida universitaria que se estaba gestando.
El auge que experimentaron las escuelas jurídicas al estilo de Bolonia por las regiones más occidentales del continente europeo se debió a varios factores, entre los que sobresale el idioma. Esto es así puesto que cualquier intelectual medieval manejaba el latín, concretamente el latín medieval, que presenta unos matices que lo hacen diferente al clásico, con fluidez. Gracias a este conocimiento de la lengua, cuando los maestros de Bolonia llegaban a un nuevo centro de cultura podían participar de forma automática en las labores docentes, así como también estaban capacitados para intervenir en las discusiones que se planteasen. Esta situación a nivel continental en la que el latín era la lengua universal fomentó el desplazamiento de los eruditos de aquellos siglos, también el de estudiantes, los cuales únicamente tenían que afrontar las incomodidades y peligros que suponía viajar en aquel entonces, que en algunas ocasiones se veían mitigadas por disposiciones de naturaleza regia que trataban de amparar a los hombres de leyes en sus travesías.

## Principales glosadores
Según el testimonio dado por el jurista italiano Odofredo Denari, fue Pepo el primero en encargarse del contenido jurídico de los textos justinianeos. Aunque se considera que la enseñanza del derecho romano en el estudio boloñés no se inició hasta la aparición de Irnerio. Este último, que también puede aparecer mencionado como Guarnerius y que en determinados documentos aparece calificado de causidicus (abogado), mientras que en otros posteriores ya lo hace como iudex (juez), tuvo como principales discípulos a los conocidos como los cuatro doctores: Búlgarus, Martín Gosia, Hugo de Porta Ravennate y Jacobus de Boragine. El que más despuntó del grupo fue el primero de ellos, cuyas glosas fueron citadas reiteradamente en autores posteriores, así como también fue el autor de unas Regulae iuris y de un pequeño tratado De iudiciis. Martín Gosia (también llamado Martino) fue creador de algunas glosas, aunque nunca alcanzó la calidad científica de Búlgaro, y Hugo elaboró una Distinctiones. Para concluir, cabe decir que de Jacobo, que fue quién ocupó el cargo dejado por Irnerio tras su fallecimiento, apenas se tiene datos.  
Discípulos de Búlgaro fueron Rogerio, un autor sumamente prolífico al ser el creador de múltiples glosas, de unas Dissensiones dominorum, dos reducidos tratados que versaban sobre la prescripción y destacando por encima de todas sus obras, la Summa Trecensis (inconclusa por parte de Rogerio, pero rematada gracias al trabajo de Placentino). Otros discípulos fueron Alberto Basiano, autor de unas glosas y también de unas Distinctiones; Juan Basiano, que fue ostensiblemente más completo que su hermano al no limitarse al estudio del Derecho romano, sino que también se dedicó al Derecho canónico y fue el responsable de la relevante Summa al Authenticum. Entre los discípulos de Rogerio sobresalen Placentino, que fundó el studium de Montpellier; Pillio de Medicina, que prosiguió la Summa a los Tres Libri que en su momento fuera comenzada por Placentino, así como también realizó un número considerable de glosas, brocardos y una importante Summa feudorum.
Azzo, que también puede aparecer nombrado como Azón, es considerado como uno de los mejores juristas de la Escuela de Bolonia, siendo este autor de una gran cantidad de glosas, unas quaestiones, brocardos y una Summa Institutioni. Sin embargo, lo que más destaca de este prolífico autor es su Summa codicis, que produjo su consagración. Discípulos de este fueron Odofredo Denari, cuya importancia se debe a las noticias que dejó acerca de la Escuela, y Auccursio, autor de la obra que establece el cierre al método boloñés: la Glossa Magna.

## Funcionamiento

### Organización interna

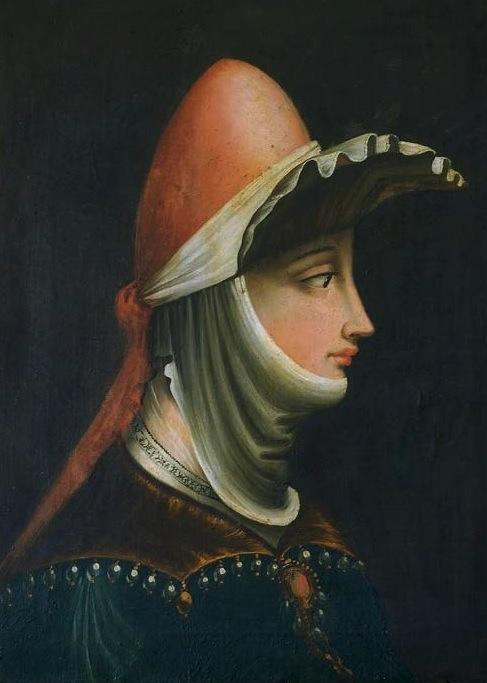
Retrato de Matilde de Canossa.

Son varias las hipótesis que han surgido con el objetivo de explicar la aparición del studium, que más tarde se transformaría en universidad, de Bolonia. Si su origen fue una escuela notarial o una creación completamente nueva, es algo que en la actual situación de la investigación no se puede determinar. La referencia a que Irnerio, por petición de la condesa Matilde de Canossa, vicaria del emperador de Italia, renovó los libros de las leyes que habían sido olvidados, además de las funciones asesoras que este mismo jurista desempeñó en el tribunal de la condesa, ha llevado a pensar a algunos historiadores del Derecho en la posibilidad de que la Escuela tuviese un cierto carácter oficial. A esto se le añade que, en la Dieta de Roncalia de 1158, Federico I Barbarroja promulgó la llamada constitución «Habita», que es el primer documento de derecho académico, al otorgar a los que se iban a estudiar, y más especialmente a los que se desplazaban para estudiar leyes, protección y seguridad en el camino. También abolió el mismo emperador una antigua costumbre que pervivía en la Escuela, sobre la base de la cual se le podía exigir a los llegados de fuera que pagasen las deudas que con anterioridad habían contraído sus compatriotas que en algún momento del pasado habían estado en el studium. Finalmente, cuando se le interponía una demanda a un estudiante, este tenía la capacidad de elegir como juez a su maestro o al obispo de la ciudad, con las lógicas ventajas que esto le suponía.
Hacia el año de 1170, los estudiantes ya estaban agrupados en dos universidades con el objetivo de proporcionarles una mejor protección ante los organismos municipales de la ciudad. Las dos universidades se diferenciaban por el hecho de las nacionalidades: la de los citramontanos comprendía a diecisiete naciones, siendo las más numerosas la de los romanos, toscanos y lombardos. Por el otro lado estaba la universidad de los ultramontanos (apelativo con el que se pretendía decir de más allá de los Alpes), que recogía a los franceses, ingleses, provenzales, hispanos, catalanes, y así hasta trece nacionalidad, aunque el número se acabó ampliando hasta las dieciséis. Cada universidad estaba regida por un rector, que era elegido por los mismos estudiantes. Tras la elaboración de los estatutos de la Universidad en el siglo XIV d. C., para poder alcanzar el puesto de rector se necesitaba cumplir una serie de condiciones, que eran la de ser clérigo no regular, tener una edad superior a los veinticinco años, que se llevaran cursados por lo menos cinco años de estudio y que se contase con los bienes o prebendas suficientes para afrontar el oficio. En este estatuto también se fijaron las funciones del rector, quien tenía la obligación de cuidar de la matrícula, organizar el horario lectivo, asegurar los salarios a los maestros, controlar la labor de los copistas y ejercer su potestad disciplinaria.

### Formación y mecanismos evaluativos
Lo frecuente era que los estudiantes que acudían a Bolonia únicamente aspirasen a formarse durante uno, tres o cinco años para posteriormente poder conseguir un empleo en la administración bien remunerado, aunque también había quienes tenían otros objetivos más ambiciosos. Estos eran los que pretendían cursar entre siete u ocho años de estudios civiles, o en su defecto, entre cinco y seis años de estudios canónicos para poder llegar a ser doctores in iure. En ciertas ocasiones se daban casos de estudiantes que buscaban el doctorado en utroque, o lo que es lo mismo, doctorarse tanto en derecho civil como en derecho canónico.
En los primeros años era el maestro el depositario de la potestad para conceder el grado, pero esta situación cambió con el paso de los años de manera que pasaron a ser los canónigos de la catedral quienes tras someter al estudiante a un examen podían otorgar o denegar el grado. A mediados del siglo XII d. C. en el tribunal tuvieron cabida peritos en derechos laicos, hecho que se radicalizaría hacia finales de la centuria al ser los exámenes dirigidos y controlados por los profesores de Bolonia y los doctores sin presencia alguna de canónigos. Esta voluble situación se tornó más estable en el siglo XIII d. C., cuando intervino en la concesión del grado el archidiácono junto con una comisión de doctores, para finalmente, y de forma definitiva, recaer la tarea en manos del Colegio de doctores.
Para obtener el doctorado se debe superar un doble examen, uno privado y otro público.